# Etienne Delamarre
Etienne Delamarre (1 de noviembre de 1947) es un expiloto de motociclismo francés que compitió en el Campeonato del Mundo de Motociclismo entre 1967 y 1974.

## Biografía
Delamarre debutó en carreras de promesas en 1964. En 1965, dio el salto al Campeonato de Francia y en 1967 hacía su debut en el Mundial en el Gran Premio de España de 50cc. Con licencia italiana, compitió en el campeonato de ese país en 1971 y 1972, donde acabó sexto. 
En 1973, obtuve la licencia internacional para las cilindradas de 125 y 250. Ese mismo año fue campeón de Francia en 125cc.

## Resultados en el Campeonato del Mundo
Sistema de puntuación desde 1969 hasta 1987:
| Posición | 1.º | 2.º | 3.º | 4.º | 5.º | 6.º | 7.º | 8.º | 9.º | 10.º |
| Puntos   | 15  | 12  | 10  | 8   | 6   | 5   | 4   | 3   | 2   | 1    |

### Carreras por año
(Carreras en negrita indica pole position, carreras en cursiva indica vuelta rápida)
| Año  | Cat.! Equipo | 1        | 2       | 3       | 4       | 5     | 6     | 7     | 8     | 9     | 10    | 11    | 12      | 13      | Pts.  | Pos. |      |
| ---- | ------------ | -------- | ------- | ------- | ------- | ----- | ----- | ----- | ----- | ----- | ----- | ----- | ------- | ------- | ----- | ---- | ---- |
| 1967 | 50cc         | Derbi    | ESP Ret | GER -   | FRA Ret | IOM - | NED - | BEL - |       |       |       |       |         |         | JPN - | 0    | -    |
| 1970 | 50cc         | Kreidler | GER -   | FRA 14  | YUG -   |       | NED - | BEL - | DDR - | CZE - |       | ULS - | NAT -   | ESP -   |       | 0    | -    |
| 1970 | 125cc        | Maico    | GER -   | FRA Ret | YUG -   |       | NED - | BEL - | DDR - | CZE - |       | ULS - | NAT -   | ESP -   |       | 0    | -    |
| 1971 | 50cc         | Kreidler | AUT -   | GER Ret |         | NED - | BEL - | DDR - | CZE - | SWE - | FIN - |       | NAT -   | ESP -   |       | 0    | -    |
| 1972 | 125cc        | Yamaha   | GER -   | FRA 11  | AUT -   | NAT - | IOM - | YUG - | NED - | BEL - | DDR - | CZE - | SWE -   | FIN -   | ESP - | 0    | -    |
| 1973 | 125cc        | Yamaha   | FRA 12  | AUT -   | GER -   | NAT - | IOM - | YUG - | NED - | BEL - | CZE - | SWE - | FIN Ret | ESP Ret |       | 0    | -    |
| 1973 | 250cc        | Yamaha   | FRA 22  | AUT -   | GER -   |       | IOM - | YUG - | NED - | BEL - | CZE - | SWE - | FIN Ret | ESP -   |       | 0    | -    |
| 1973 | 500cc        | Yamaha   | FRA -   | AUT -   | GER -   |       | IOM - | YUG - | NED - | BEL - | CZE - | SWE - | FIN -   | ESP Ret |       | 0    | -    |
| 1974 | 125cc        | Yamaha   | FRA 6   | GER -   | AUT -   | NAT - |       | NED - | BEL - | SWE - |       | CZE - | YUG -   | ESP -   |       | 5    | 26.º |
| 1974 | 500cc        | Yamaha   | FRA Ret | GER -   | AUT -   | NAT - | IOM - | NED - | BEL - | SWE - | FIN - | CZE - |         |         |       | 0    | -    |